# Campeonato Asiático de Voleibol Femenino Sub-20 de 2014
La XVII edición del Campeonato Asiático de Voleibol Femenino Sub-20 de 2014 se llevó a cabo en China Taipéi del 16 al 24 de julio. Los equipos nacionales compitieron por dos cupos para el Campeonato Mundial de Voleibol Femenino Sub-20 de 2015 a realizarse en Chipre.

## Grupos
| Grupo A      | Grupo B       | Grupo C      | Grupo D   |
| ------------ | ------------- | ------------ | --------- |
| China Taipéi | China         | Japón        | Tailandia |
| Irán         | Kazajistán    | India        | Korea     |
| Sri Lanka    | Nueva Zelanda | Turkmenistán | Australia |
|              | Vietnam       | Hong Kong    | Macao     |

## Primera fase

### Clasificación
|     |              |     | Partidos | Partidos | Partidos | Sets | Sets | Sets  | Puntos | Puntos | Puntos |
| Pos | Equipo       | Pts | PJ       | PG       | PP       | SG   | SP   | Ratio | PG     | PP     | Ratio  |
| --- | ------------ | --- | -------- | -------- | -------- | ---- | ---- | ----- | ------ | ------ | ------ |
| 1   | China Taipéi | 6   | 2        | 2        | 0        | 6    | 0    | MAX   | 150    | 74     | 2.027  |
| 2   | Sri Lanka    | 3   | 2        | 1        | 1        | 3    | 4    | 0.750 | 127    | 155    | 0.819  |
| 3   | Irán         | 0   | 2        | 0        | 2        | 1    | 6    | 0.167 | 119    | 167    | 0.713  |

### Partidos
| Fecha    | Hora  | Partido      | Partido   | Partido   | Set   | Set   | Set   | Set   | Set | Puntuación total | Reporte |
| Fecha    | Hora  |              | Resultado |           | 1     | 2     | 3     | 4     | 5   | Puntuación total | Reporte |
| -------- | ----- | ------------ | --------- | --------- | ----- | ----- | ----- | ----- | --- | ---------------- | ------- |
| 16-07-14 | 19:00 | China Taipéi | 3-0       | Sri Lanka | 25-16 | 25-12 | 25-07 |       |     | 75-35            | P2      |
| 17-07-14 | 16:00 | China Taipéi | 3-0       | Irán      | 25-11 | 25-13 | 25-15 |       |     | 75-39            | P2      |
| 18-07-14 | 16:00 | Sri Lanka    | 3-1       | Irán      | 25-15 | 16-25 | 26-24 | 25-16 |     | 92-80            | P2      |

### Clasificación
|     |               |     | Partidos | Partidos | Partidos | Sets | Sets | Sets  | Puntos | Puntos | Puntos |
| Pos | Equipo        | Pts | PJ       | PG       | PP       | SG   | SP   | Ratio | PG     | PP     | Ratio  |
| --- | ------------- | --- | -------- | -------- | -------- | ---- | ---- | ----- | ------ | ------ | ------ |
| 1   | China         | 9   | 3        | 3        | 0        | 9    | 0    | MAX   | 225    | 91     | 2.473  |
| 2   | Kazajistán    | 5   | 3        | 2        | 1        | 6    | 5    | 1.200 | 207    | 235    | 0.881  |
| 3   | Vietnam       | 4   | 3        | 1        | 2        | 5    | 6    | 0.833 | 223    | 230    | 0.970  |
| 4   | Nueva Zelanda | 0   | 3        | 0        | 3        | 0    | 9    | 0.000 | 126    | 225    | 0.560  |

### Partidos
| Fecha    | Hora  | Partido    | Partido   | Partido       | Set   | Set   | Set   | Set   | Set   | Puntuación total | Reporte |
| Fecha    | Hora  |            | Resultado |               | 1     | 2     | 3     | 4     | 5     | Puntuación total | Reporte |
| -------- | ----- | ---------- | --------- | ------------- | ----- | ----- | ----- | ----- | ----- | ---------------- | ------- |
| 16-07-14 | 13:00 | Vietnam    | 3-0       | Nueva Zelanda | 25-12 | 25-20 | 25-19 |       |       | 75-51            | P2      |
| 16-07-14 | 15:00 | China      | 3-0       | Kazajistán    | 25-13 | 25-08 | 25-07 |       |       | 75-28            | P2      |
| 17-07-14 | 12:00 | Kazajistán | 3-0       | Nueva Zelanda | 25-19 | 25-22 | 25-10 |       |       | 75-51            | P2      |
| 17-07-14 | 14:00 | China      | 3-0       | Vietnam       | 25-15 | 25-15 | 25-09 |       |       | 75-39            | P2      |
| 18-07-14 | 12:00 | Kazajistán | 3-2       | Vietnam       | 26-24 | 25-21 | 14-25 | 24-26 | 15-13 | 104-109          | P2      |
| 18-07-14 | 14:00 | China      | 3-0       | Nueva Zelanda | 25-06 | 25-04 | 25-14 |       |       | 75-24            | P2      |

### Clasificación
|     |              |     | Partidos | Partidos | Partidos | Sets | Sets | Sets  | Puntos | Puntos | Puntos |
| Pos | Equipo       | Pts | PJ       | PG       | PP       | SG   | SP   | Ratio | PG     | PP     | Ratio  |
| --- | ------------ | --- | -------- | -------- | -------- | ---- | ---- | ----- | ------ | ------ | ------ |
| 1   | Japón        | 9   | 3        | 3        | 0        | 9    | 0    | MAX   | 225    | 76     | 2.961  |
| 2   | India        | 6   | 3        | 2        | 1        | 6    | 4    | 1.500 | 200    | 199    | 1.005  |
| 3   | Hong Kong    | 3   | 3        | 1        | 2        | 4    | 6    | 0.667 | 173    | 207    | 0.836  |
| 4   | Turkmenistán | 0   | 3        | 0        | 3        | 0    | 9    | 0.000 | 109    | 225    | 0.484  |

### Partidos
| Fecha    | Hora  | Partido      | Partido   | Partido      | Set   | Set   | Set   | Set   | Set | Puntuación total | Reporte |
| Fecha    | Hora  |              | Resultado |              | 1     | 2     | 3     | 4     | 5   | Puntuación total | Reporte |
| -------- | ----- | ------------ | --------- | ------------ | ----- | ----- | ----- | ----- | --- | ---------------- | ------- |
| 16-07-14 | 11:00 | Japón        | 3-0       | Hong Kong    | 25-08 | 25-06 | 25-11 |       |     | 75-25            | P2      |
| 16-07-14 | 15:00 | Turkmenistán | 0-3       | India        | 18-25 | 14-25 | 19-25 |       |     | 75-28            | P2      |
| 17-07-14 | 16:00 | Hong Kong    | 1-3       | India        | 14-25 | 19-25 | 25-17 | 15-25 |     | 73-92            | P2      |
| 17-07-14 | 18:00 | Japón        | 3-0       | Turkmenistán | 25-05 | 25-07 | 25-06 |       |     | 75-18            | P2      |
| 18-07-14 | 16:00 | India        | 0-3       | Japón        | 07-25 | 13-25 | 13-25 |       |     | 33-75            | P2      |
| 18-07-14 | 18:00 | Turkmenistán | 0-3       | Hong Kong    | 15-25 | 13-25 | 12-25 |       |     | 40-75            | P2      |

### Clasificación
|     |               |     | Partidos | Partidos | Partidos | Sets | Sets | Sets  | Puntos | Puntos | Puntos |
| Pos | Equipo        | Pts | PJ       | PG       | PP       | SG   | SP   | Ratio | PG     | PP     | Ratio  |
| --- | ------------- | --- | -------- | -------- | -------- | ---- | ---- | ----- | ------ | ------ | ------ |
| 1   | Tailandia     | 9   | 3        | 3        | 0        | 9    | 1    | 9.000 | 244    | 153    | 1.595  |
| 2   | Corea del Sur | 6   | 3        | 2        | 1        | 7    | 3    | 2.333 | 238    | 143    | 1.664  |
| 3   | Australia     | 2   | 3        | 1        | 2        | 3    | 8    | 0.375 | 187    | 248    | 0.754  |
| 4   | Macao         | 1   | 3        | 0        | 3        | 2    | 9    | 0.222 | 134    | 259    | 0.517  |

### Partidos
| Fecha    | Hora  | Partido       | Partido   | Partido       | Set   | Set   | Set   | Set   | Set   | Puntuación total | Reporte |
| Fecha    | Hora  |               | Resultado |               | 1     | 2     | 3     | 4     | 5     | Puntuación total | Reporte |
| -------- | ----- | ------------- | --------- | ------------- | ----- | ----- | ----- | ----- | ----- | ---------------- | ------- |
| 16-07-14 | 11:00 | Australia     | 0-3       | Corea del Sur | 12-25 | 11-25 | 09-25 |       |       | 32-75            | P2      |
| 16-07-14 | 13:00 | Tailandia     | 3-0       | Macao         | 25-06 | 25-08 | 25-05 |       |       | 75-19            | P2      |
| 17-07-14 | 12:00 | Macao         | 0-3       | Corea del Sur | 05-25 | 05-25 | 07-25 |       |       | 17-75            | P2      |
| 17-07-14 | 14:00 | Tailandia     | 3-0       | Australia     | 25-09 | 25-15 | 25-22 |       |       | 75-46            | P2      |
| 18-07-14 | 12:00 | Australia     | 3-2       | Macao         | 25-22 | 20-25 | 25-15 | 24-26 | 15-10 | 109-98           | P2      |
| 18-07-14 | 14:00 | Corea del Sur | 1-3       | Tailandia     | 20-25 | 25-19 | 22-25 | 21-25 |       | 88-94            | P2      |

## Segunda Fase

### Clasificación
|     |              |     | Partidos | Partidos | Partidos | Sets | Sets | Sets  | Puntos | Puntos | Puntos |
| Pos | Equipo       | Pts | PJ       | PG       | PP       | SG   | SP   | Ratio | PG     | PP     | Ratio  |
| --- | ------------ | --- | -------- | -------- | -------- | ---- | ---- | ----- | ------ | ------ | ------ |
| 1   | Japón        | 9   | 3        | 3        | 0        | 9    | 0    | MAX   | 225    | 118    | 1.907  |
| 2   | China Taipéi | 6   | 3        | 2        | 1        | 6    | 3    | 2.000 | 193    | 148    | 1.295  |
| 3   | India        | 3   | 3        | 1        | 2        | 3    | 6    | 0.500 | 147    | 191    | 0.770  |
| 4   | Sri Lanka    | 0   | 3        | 0        | 3        | 0    | 9    | 0.000 | 118    | 225    | 0.524  |

### Partidos
| Fecha    | Hora  | Partido      | Partido   | Partido   | Set   | Set   | Set   | Set | Set | Puntuación total | Reporte |
| Fecha    | Hora  |              | Resultado |           | 1     | 2     | 3     | 4   | 5   | Puntuación total | Reporte |
| -------- | ----- | ------------ | --------- | --------- | ----- | ----- | ----- | --- | --- | ---------------- | ------- |
| 19-07-14 | 16:00 | China Taipéi | 3-0       | India     | 25-09 | 25-16 | 25-14 |     |     | 75-39            | P2      |
| 19-07-14 | 18:00 | Japón        | 3-0       | Sri Lanka | 25-05 | 25-18 | 25-19 |     |     | 75-42            | P2      |
| 20-07-14 | 12:00 | Sri Lanka    | 0-3       | India     | 15-25 | 12-25 | 14-25 |     |     | 41-75            | P2      |
| 20-07-14 | 14:00 | China Taipéi | 3-0       | Japón     | 17-25 | 21-25 | 05-25 |     |     | 43-75            |         |

### Clasificación
|     |               |     | Partidos | Partidos | Partidos | Sets | Sets | Sets  | Puntos | Puntos | Puntos |
| Pos | Equipo        | Pts | PJ       | PG       | PP       | SG   | SP   | Ratio | PG     | PP     | Ratio  |
| --- | ------------- | --- | -------- | -------- | -------- | ---- | ---- | ----- | ------ | ------ | ------ |
| 1   | China         | 9   | 3        | 3        | 0        | 9    | 1    | 9.000 | 244    | 144    | 1.694  |
| 2   | Tailandia     | 6   | 3        | 2        | 1        | 6    | 4    | 1.500 | 214    | 204    | 1.049  |
| 3   | Corea del Sur | 3   | 3        | 1        | 2        | 5    | 6    | 0.833 | 234    | 238    | 0.983  |
| 4   | Kazajistán    | 0   | 3        | 0        | 3        | 0    | 9    | 0.000 | 119    | 225    | 0.529  |

### Partidos
| Fecha    | Hora  | Partido    | Partido   | Partido       | Set   | Set   | Set   | Set   | Set | Puntuación total | Reporte |
| Fecha    | Hora  |            | Resultado |               | 1     | 2     | 3     | 4     | 5   | Puntuación total | Reporte |
| -------- | ----- | ---------- | --------- | ------------- | ----- | ----- | ----- | ----- | --- | ---------------- | ------- |
| 19-07-14 | 12:00 | China      | 3-1       | Corea del Sur | 25-11 | 25-23 | 19-25 | 25-12 |     | 94-71            | P2      |
| 19-07-14 | 14:00 | Tailandia  | 3-0       | Kazajistán    | 25-07 | 25-19 | 25-15 |       |     | 75-41            |         |
| 20-07-14 | 16:00 | Kazajistán | 0-3       | Corea del Sur | 19-25 | 17-25 | 14-25 |       |     | 50-75            | P2      |
| 20-07-14 | 18:00 | China      | 3-0       | Tailandia     | 25-17 | 25-14 | 25-14 |       |     | 75-45            | P2      |

### Clasificación
|     |              |     | Partidos | Partidos | Partidos | Sets | Sets | Sets  | Puntos | Puntos | Puntos |
| Pos | Equipo       | Pts | PJ       | PG       | PP       | SG   | SP   | Ratio | PG     | PP     | Ratio  |
| --- | ------------ | --- | -------- | -------- | -------- | ---- | ---- | ----- | ------ | ------ | ------ |
| 1   | Hong Kong    | 5   | 2        | 2        | 0        | 6    | 2    | 3.000 | 179    | 127    | 1.409  |
| 2   | Irán         | 4   | 2        | 1        | 1        | 5    | 4    | 1.250 | 181    | 192    | 0.943  |
| 3   | Turkmenistán | 0   | 2        | 0        | 2        | 1    | 6    | 0.167 | 128    | 169    | 0.757  |

### Partidos
| Fecha    | Hora  | Partido | Partido   | Partido      | Set   | Set   | Set   | Set   | Set   | Puntuación total | Reporte |
| Fecha    | Hora  |         | Resultado |              | 1     | 2     | 3     | 4     | 5     | Puntuación total | Reporte |
| -------- | ----- | ------- | --------- | ------------ | ----- | ----- | ----- | ----- | ----- | ---------------- | ------- |
| 19-07-14 | 12:00 | Irán    | 3-1       | Turkmenistán | 19-25 | 25-18 | 25-22 | 25-23 |       | 94-88            |         |
| 20-07-14 | 16:00 | Irán    | 2-3       | Hong Kong    | 22-25 | 06-25 | 25-21 | 25-18 | 09-15 | 87-104           | P2      |

### Clasificación
|     |               |     | Partidos | Partidos | Partidos | Sets | Sets | Sets  | Puntos | Puntos | Puntos |
| Pos | Equipo        | Pts | PJ       | PG       | PP       | SG   | SP   | Ratio | PG     | PP     | Ratio  |
| --- | ------------- | --- | -------- | -------- | -------- | ---- | ---- | ----- | ------ | ------ | ------ |
| 1   | Vietnam       | 9   | 3        | 3        | 0        | 9    | 0    | MAX   | 225    | 154    | 1.461  |
| 2   | Nueva Zelanda | 6   | 3        | 2        | 1        | 6    | 4    | 1.500 | 226    | 204    | 1.108  |
| 3   | Australia     | 2   | 3        | 1        | 2        | 4    | 8    | 0.500 | 254    | 273    | 0.930  |
| 4   | Macao         | 1   | 3        | 0        | 3        | 2    | 9    | 0.222 | 185    | 259    | 0.714  |

### Partidos
| Fecha    | Hora  | Partido       | Partido   | Partido       | Set   | Set   | Set   | Set   | Set | Puntuación total | Reporte |
| Fecha    | Hora  |               | Resultado |               | 1     | 2     | 3     | 4     | 5   | Puntuación total | Reporte |
| -------- | ----- | ------------- | --------- | ------------- | ----- | ----- | ----- | ----- | --- | ---------------- | ------- |
| 19-07-14 | 14:00 | Vietnam       | 3-0       | Macao         | 25-16 | 25-13 | 25-16 |       |     | 75-45            |         |
| 19-07-14 | 16:00 | Australia     | 1-3       | Nueva Zelanda | 21-25 | 19-25 | 27-25 | 20-25 |     | 87-100           |         |
| 20-07-14 | 12:00 | Nueva Zelanda | 3-0       | Macao         | 25-23 | 25-11 | 25-08 |       |     | 75-42            |         |
| 20-07-14 | 14:00 | Vietnam       | 3-0       | Australia     | 25-18 | 25-18 | 25-22 |       |     | 75-58            |         |

## Fase final

### 13° al 16º puesto
|  | Semifinales 13° - 16° | Semifinales 13° - 16° |           |       | 13º puesto   | 13º puesto |  |
|  |                       |                       |           |       |              |            |  |
|  |                       |                       |           |       |              |            |  |
|  | Turkmenistán          | 1                     |           |       |              |            |  |
|  | Turkmenistán          | 1                     |           |       |              |            |  |
|  | Macao                 | 3                     |           |       |              |            |  |
|  | Macao                 | 3                     |           | Macao | 0            |            |  |
|  |                       |                       |           | Macao | 0            |            |  |
|  |                       |                       | Australia | 3     |              |            |  |
|  | Australia             |                       | Australia | 3     |              |            |  |
|  |                       |                       |           |       |              |            |  |
|  |                       |                       |           |       | 15º puesto   |            |  |
|  |                       |                       |           |       |              |            |  |
|  |                       |                       |           |       |              |            |  |
|  |                       |                       |           |       | Turkmenistán |            |  |
|  |                       |                       |           |       |              |            |  |
|  |                       |                       |           |       |              |            |  |
|  |                       |                       |           |       |              |            |  |
|  |                       |                       |           |       |              |            |  |

### 13-16° Puesto
| Fecha    | Hora  | Partido      | Partido   | Partido | Set   | Set   | Set   | Set   | Set | Puntuación total | Reporte |
| Fecha    | Hora  |              | Resultado |         | 1     | 2     | 3     | 4     | 5   | Puntuación total | Reporte |
| -------- | ----- | ------------ | --------- | ------- | ----- | ----- | ----- | ----- | --- | ---------------- | ------- |
| 22-07-12 | 12:00 | Turkmenistán | 1-3       | Macao   | 22-25 | 22-25 | 25-18 | 26-28 |     | 95-96            | P2      |

### Clasificación 13-14°
| Fecha    | Hora  | Partido | Partido   | Partido   | Set   | Set   | Set   | Set | Set | Puntuación total | Reporte |
| Fecha    | Hora  |         | Resultado |           | 1     | 2     | 3     | 4   | 5   | Puntuación total | Reporte |
| -------- | ----- | ------- | --------- | --------- | ----- | ----- | ----- | --- | --- | ---------------- | ------- |
| 23-07-12 | 12:00 | Macao   | 0-3       | Australia | 18-25 | 13-25 | 16-25 |     |     | 47-75            | P2      |

### 9° al 12º puesto
|  | Semifinales 9° - 12° | Semifinales 9° - 12° |           |         | 9º puesto     | 9º puesto  |  |
|  |                      |                      |           |         |               |            |  |
|  |                      |                      |           |         |               |            |  |
|  | Nueva Zelanda        | 2                    |           |         |               |            |  |
|  | Nueva Zelanda        | 2                    |           |         |               |            |  |
|  | Vietnam              | 3                    |           |         |               |            |  |
|  | Vietnam              | 3                    |           | Vietnam | 3             |            |  |
|  |                      |                      |           | Vietnam | 3             |            |  |
|  |                      |                      | Australia | 0       |               |            |  |
|  | Australia            | 3                    | Australia | 0       |               |            |  |
|  | Australia            | 3                    |           |         |               |            |  |
|  | Hong Kong            | 0                    |           |         | 11º puesto    | 11º puesto |  |
|  | Hong Kong            | 0                    |           |         | 11º puesto    | 11º puesto |  |
|  |                      |                      |           |         |               |            |  |
|  |                      |                      |           |         | Nueva Zelanda | 0          |  |
|  |                      |                      |           |         | Nueva Zelanda | 0          |  |
|  |                      |                      |           |         | Hong Kong     | 3          |  |
|  |                      |                      |           |         | Hong Kong     | 3          |  |
|  |                      |                      |           |         |               |            |  |

### 9-12° Puesto
| Fecha    | Hora  | Partido   | Partido   | Partido       | Set   | Set   | Set   | Set   | Set | Puntuación total | Reporte |
| Fecha    | Hora  |           | Resultado |               | 1     | 2     | 3     | 4     | 5   | Puntuación total | Reporte |
| -------- | ----- | --------- | --------- | ------------- | ----- | ----- | ----- | ----- | --- | ---------------- | ------- |
| 22-07-12 | 14:00 | Hong Kong | 1-3       | Nueva Zelanda | 15-25 | 25-17 | 17-25 | 17-25 |     | 74-92            | P2      |
| 22-07-12 | 16:00 | Vietnam   | 3-0       | Irán          | 25-14 | 25-15 | 25-15 |       |     | 75-44            |         |

### Clasificación 11-12°
| Fecha    | Hora  | Partido   | Partido   | Partido | Set   | Set   | Set   | Set | Set | Puntuación total | Reporte |
| Fecha    | Hora  |           | Resultado |         | 1     | 2     | 3     | 4   | 5   | Puntuación total | Reporte |
| -------- | ----- | --------- | --------- | ------- | ----- | ----- | ----- | --- | --- | ---------------- | ------- |
| 23-07-12 | 14:00 | Hong Kong | 3-0       | Irán    | 25-22 | 25-13 | 25-22 |     |     | 75-57            | P2      |

### Clasificación 9-10°
| Fecha    | Hora  | Partido   | Partido   | Partido | Set   | Set   | Set   | Set   | Set | Puntuación total | Reporte |
| Fecha    | Hora  |           | Resultado |         | 1     | 2     | 3     | 4     | 5   | Puntuación total | Reporte |
| -------- | ----- | --------- | --------- | ------- | ----- | ----- | ----- | ----- | --- | ---------------- | ------- |
| 23-07-12 | 16:00 | Hong Kong | 3-1       | Vietnam | 26-24 | 20-25 | 25-20 | 25-12 |     | 96-81            | P2      |

### Ronda Final
|  | Cuartos de final | Cuartos de final |               |           | Semifinal     | Semifinal |  |  | 1º puesto | 1º puesto |
|  |                  |                  |               |           |               |           |  |  |           |           |
|  | 22-07-14         |                  |               |           |               |           |  |  |           |           |
|  |                  |                  |               |           |               |           |  |  |           |           |
|  | China Taipéi     | 1                |               |           |               |           |  |  |           |           |
|  | China Taipéi     | 1                | 23-07-14      |           |               |           |  |  |           |           |
|  | Corea del Sur    | 3                |               |           |               |           |  |  |           |           |
|  | Corea del Sur    | 3                | Corea del Sur | 1         |               |           |  |  |           |           |
|  | 22-07-14         |                  | Corea del Sur | 1         |               |           |  |  |           |           |
|  |                  | China            | 3             |           |               |           |  |  |           |           |
|  | China            | China            | 3             | 3         |               |           |  |  |           |           |
|  | China            |                  | 24-07-14      | 3         |               |           |  |  |           |           |
|  | Sri Lanka        | 0                |               |           |               |           |  |  |           |           |
|  | Sri Lanka        | 0                | China         | 3         |               |           |  |  |           |           |
|  | 22-07-14         |                  | China         | 3         |               |           |  |  |           |           |
|  |                  | Japón            | 1             |           |               |           |  |  |           |           |
|  | Japón            | Japón            | 1             | 3         |               |           |  |  |           |           |
|  | Japón            | 23-07-14         |               | 3         |               |           |  |  |           |           |
|  | Kazajistán       | 0                |               |           |               |           |  |  |           |           |
|  | Kazajistán       | 0                | Japón         | 3         | 3º puesto     | 3º puesto |  |  |           |           |
|  | 22-07-14         |                  | Japón         | 3         | 3º puesto     | 3º puesto |  |  |           |           |
|  |                  | Tailandia        | 0             |           |               |           |  |  |           |           |
|  | Tailandia        | Tailandia        | 0             | 3         | Corea del Sur | 3         |  |  |           |           |
|  | Tailandia        |                  |               | 3         | Corea del Sur | 3         |  |  |           |           |
|  | India            | 0                |               | Tailandia | 2             |           |  |  |           |           |
|  | India            | 0                |               |           | 2             |           |  |  |           |           |
|  |                  |                  |               |           |               |           |  |  | 24-07-14  |           |
|  |                  |                  |               |           |               |           |  |  |           |           |

### Cuartos de final
| Fecha    | Hora  | Partido      | Partido   | Partido    | Set   | Set   | Set   | Set   | Set | Puntuación total | Reporte |
| Fecha    | Hora  |              | Resultado |            | 1     | 2     | 3     | 4     | 5   | Puntuación total | Reporte |
| -------- | ----- | ------------ | --------- | ---------- | ----- | ----- | ----- | ----- | --- | ---------------- | ------- |
| 22-07-12 | 12:00 | Japón        | 3-0       | Kazajistán | 25-05 | 25-17 | 25-18 |       |     | 75-40            |         |
| 22-07-12 | 14:00 | China Taipéi | 1-3       | Japón      | 12-25 | 19-25 | 28-26 | 18-25 |     | 77-101           |         |
| 22-07-12 | 16:00 | China        | 3-0       | Sri Lanka  | 25-09 | 25-11 | 25-06 |       |     | 75-26            |         |
| 22-07-12 | 18:00 | Tailandia    | 3-0       | India      | 25-12 | 25-16 | 25-09 |       |     | 75-37            |         |

### Semifinal
| Fecha    | Hora  | Partido       | Partido   | Partido   | Set   | Set   | Set   | Set   | Set | Puntuación total | Reporte |
| Fecha    | Hora  |               | Resultado |           | 1     | 2     | 3     | 4     | 5   | Puntuación total | Reporte |
| -------- | ----- | ------------- | --------- | --------- | ----- | ----- | ----- | ----- | --- | ---------------- | ------- |
| 23-07-12 | 16:00 | Corea del Sur | 1-3       | China     | 25-22 | 28-30 | 18-25 | 19-25 |     | 90-102           | P2      |
| 23-07-12 | 18:00 | Japón         | 3-0       | Tailandia | 25-12 | 25-21 | 25-17 |       |     | 75-50            | P2      |

### 3° Puesto
| Fecha    | Hora  | Partido       | Partido   | Partido   | Set   | Set   | Set   | Set   | Set   | Puntuación total | Reporte |
| Fecha    | Hora  |               | Resultado |           | 1     | 2     | 3     | 4     | 5     | Puntuación total | Reporte |
| -------- | ----- | ------------- | --------- | --------- | ----- | ----- | ----- | ----- | ----- | ---------------- | ------- |
| 24-07-12 | 15:00 | Corea del Sur | 3-2       | Tailandia | 25-20 | 23-25 | 25-20 | 18-25 | 15-07 | 106-97           |         |

### 1° Puesto
| Fecha    | Hora  | Partido | Partido   | Partido | Set   | Set   | Set   | Set   | Set | Puntuación total | Reporte |
| Fecha    | Hora  |         | Resultado |         | 1     | 2     | 3     | 4     | 5   | Puntuación total | Reporte |
| -------- | ----- | ------- | --------- | ------- | ----- | ----- | ----- | ----- | --- | ---------------- | ------- |
| 24-07-12 | 17:00 | China   | 3-1       | Japón   | 13-25 | 25-21 | 25-20 | 25-19 |     | 88-85            |         |

### 5° y 7° puesto
|  | Semifinales  | Semifinales |       |              | 5º puesto  | 5º puesto |  |
|  | 23-07-14     | 23-07-14    |       |              | 24-07-14   | 24-07-14  |  |
|  |              |             |       |              |            |           |  |
|  |              |             |       |              |            |           |  |
|  | China Taipéi | 3           |       |              |            |           |  |
|  | China Taipéi | 3           |       |              |            |           |  |
|  | Sri Lanka    | 2           |       |              |            |           |  |
|  | Sri Lanka    | 2           |       | China Taipéi | 3          |           |  |
|  |              |             |       | China Taipéi | 3          |           |  |
|  |              |             | India | 0            |            |           |  |
|  | Kazajistán   | 2           | India | 0            |            |           |  |
|  | Kazajistán   | 2           |       |              |            |           |  |
|  | India        | 3           |       |              | 7º puesto  | 7º puesto |  |
|  | India        | 3           |       |              | 7º puesto  | 7º puesto |  |
|  |              |             |       |              |            |           |  |
|  |              |             |       |              | Sri Lanka  | 0         |  |
|  |              |             |       |              | Sri Lanka  | 0         |  |
|  |              |             |       |              | Kazajistán | 3         |  |
|  |              |             |       |              | Kazajistán | 3         |  |
|  |              |             |       |              |            |           |  |

### Clasificación 5°-8°
| Fecha    | Hora  | Partido      | Partido   | Partido   | Set   | Set   | Set   | Set   | Set   | Puntuación total | Reporte |
| Fecha    | Hora  |              | Resultado |           | 1     | 2     | 3     | 4     | 5     | Puntuación total | Reporte |
| -------- | ----- | ------------ | --------- | --------- | ----- | ----- | ----- | ----- | ----- | ---------------- | ------- |
| 23-07-12 | 12:00 | China Taipéi | 3-0       | Sri Lanka | 25-10 | 25-09 | 25-12 |       |       | 75-31            | P2      |
| 23-07-12 | 14:00 | Kazajistán   | 2-3       | India     | 25-21 | 09-25 | 25-19 | 19-25 | 12-15 | 90-105           | P2      |

### Clasificación 7°
| Fecha    | Hora  | Partido   | Partido   | Partido    | Set   | Set   | Set   | Set | Set | Puntuación total | Reporte |
| Fecha    | Hora  |           | Resultado |            | 1     | 2     | 3     | 4   | 5   | Puntuación total | Reporte |
| -------- | ----- | --------- | --------- | ---------- | ----- | ----- | ----- | --- | --- | ---------------- | ------- |
| 24-07-12 | 11:00 | Sri Lanka | 0-3       | Kazajistán | 18-25 | 16-25 | 22-25 |     |     | 56-75            |         |

### Clasificación 5°
| Fecha    | Hora  | Partido      | Partido   | Partido | Set   | Set   | Set   | Set | Set | Puntuación total | Reporte |
| Fecha    | Hora  |              | Resultado |         | 1     | 2     | 3     | 4   | 5   | Puntuación total | Reporte |
| -------- | ----- | ------------ | --------- | ------- | ----- | ----- | ----- | --- | --- | ---------------- | ------- |
| 24-07-12 | 13:00 | China Taipéi | 3-0       | India   | 25-18 | 25-16 | 25-13 |     |     | 75-47            |         |

## Clasificación general
– Clasificado al Campeonato Mundial de Voleibol Femenino Sub-20 de 2015
| Pos | Equipo        |
| --- | ------------- |
| 1   | China         |
| 2   | Japón         |
| 3   | Corea del Sur |
| 4   | Tailandia     |
| 5   | China Taipéi  |
| 6   | India         |
| 7   | Kazajistán    |
| 8   | Sri Lanka     |
| 9   | Nueva Zelanda |
| 10  | Vietnam       |
| 11  | Hong Kong     |
| 12  | Irán          |
| 13  | Australia     |
| 14  | Macao         |
| 15  | Turkmenistán  |

## Equipo Estrella
| - Most Valuable Player - Du Qingqing (CHN) - Mejor Punta - Lee Jae-yeong (KOR) - Du Qingqing (CHN) - Mejor Opuesta - Kaori Mabashi (JAP) | - Mejor Armadora - Lee Da-yeong (KOR) - Mejor Central - Hu Mingyuan (CHN) - Zhang Qian (CHN) - Mejor Líbero - Park Hea-mi (KOR) |

| Predecesor: Tailandia 2012 | Campeonato Asiático de Voleibol Femenino Sub-20 China Taipéi 2014 | Sucesor: No se ha anunciado |